# FC San Marcos
El FC San Marcos es un equipo de fútbol de Nicaragua que juega en la Segunda División de Nicaragua, la segunda liga de fútbol más importante del país.

## Historia
Fue fundado en el año 1982 en la ciudad de San Marcos y nunca han sido campeones de la máxima categoría, siendo su logro más importante ganar la Copa de Nicaragua en 2 ocasiones, aunque, además de ganar un integrante del club (Danny López Rosales) el balón de oro, 10 años seguidos.[cita requerida]
A nivel internacional han participado en 3 torneos continentales, en los cuales su mejor participación fue en la copa uncaf 1999 donde llegó hasta la instancia de cuartos de finales. San Marcos se encuentra a 9 kilómetros de Diriamba, la Cuna del Fútbol de Nicaragua, con el equipo más ganador en Primera División, el (Diriangen F.C).[cita requerida] Además San Marcos FC es el segundo máximo campeón de copas Nicaragua con 2 trofeos en sus vitrinas. Por su parte los caciques tienen 8 títulos.

## Palmarés
- Copa de Nicaragua: 2

1994, 1995

## Participación en competiciones de la Concacaf

### Recopa de la Concacaf
- 2 apariciones:

1995 - Octavos de final Centroamericana
1996 -Cuartos de final  Centroamericana

### Copa de Camepeones de la UNCAF
| Temporada | Ronda | Club               | Resultado |
| --------- | ----- | ------------------ | --------- |
| 2001      | 1     | CSD Comunicaciones | 2-0       |
| 2001      | 1     | CSD Municipal      | 5-5       |
| 2001      | 1     | Santos             | 0-8       |

## Jugadores destacados
| - Alfredo Batista - Néstor Ariel Holweger - Víctor Carrasco - Alejandro Mejía - Cesar Salandia (2006) | Kohei Tomokiyo (2001–03) - Saul Campos 2017/2020 - Ezequiel Jerez (2010–) - Mauro Allen |

## Entrenadores destacados
- Luis Díaz (2002)
- Marcos Bodán (2009-)[1]